# Vietnam
Vietnam (uitspraak: [vjɛtˈnɑm]; Vietnamees: Việt Nam), officieel de Socialistische Republiek Vietnam, is een land in Zuidoost-Azië. Met Circa 97.900.000 (2024)  inwoners behoort Vietnam tot de zestien volkrijkste landen ter wereld. De hoofdstad is het noordelijke Hanoi (Hà Nội) en de grootste stad is het zuidelijke Ho Chi Minhstad (Thành Phố Hồ Chí Minh), het vroegere Saigon.
Vietnam bevindt zich op het schiereiland Indochina en wordt begrensd door China in het noorden, door de Golf van Tonkin en het daarin gelegen Chinese eiland Hainan in het noordoosten, door de Zuid-Chinese Zee in het zuidoosten, door Cambodja in het zuidwesten en door Laos in het noordwesten. Indochina is een geografische term voor dat deel van Azië dat bestaat uit het huidige Vietnam, Laos en Cambodja. Soms wordt ook (oostelijk) Thailand ertoe gerekend. Vietnam is met name door China beïnvloed terwijl Thailand, Cambodja en Laos cultureel meer richting India leunen.
Sinds de hereniging van Noord- en Zuid-Vietnam in 1976, volgend op de Vietnamoorlog, is het land een socialistische volksrepubliek. De Communistische Partij van Vietnam heeft als enige politieke partij alle macht in handen, hoewel het land vanaf 1986 door politieke en economische hervormingen steeds meer bij de internationale diplomatie en de wereldeconomie is betrokken. In de eerste jaren van de 21e eeuw is de economische groei van Vietnam een van de hoogste in de regio. De succesvolle economische hervormingen resulteerden in zijn toetreding tot de Wereldhandelsorganisatie in 2007.

## Geschiedenis

### Vazalstaat van China
De geschiedenis van Vietnam begint voor onze jaartelling, toen Vietnam een vazalstaat van China was. In het noordelijk deel van het huidige Vietnam was een Vietnamese staat gevestigd die een vorm van een tribuutrelatie met China had. Het zuiden van hedendaags Vietnam stond onder invloed van diverse rijken, achtereenvolgens; Funan, het Khmer-rijk en Champa. In de elfde eeuw vestigde zich een onafhankelijke keizer in het gebied. Na meer dan duizend jaar Chinese overheersing, werd Vietnam in de tiende eeuw onafhankelijk. In de daarop volgende eeuwen breidde het land zich in zuidelijke richting uit ten koste van de eerder genoemde rijken. Volkeren als de Khmer en Champa werden langzaam verdrongen door de zuidelijke immigratie van de Vietnamezen en Thai die hun woongebieden binnentrokken.

### Koloniale periode
Vietnam kreeg vanaf de vijftiende eeuw te maken met Europese koloniale machten. Portugese handelaren bereikten het land in 1535 en stichtten een handelspost bij Faifo, het tegenwoordige Hội An. In 1772 begon de Tay Son-rebellie tegen de heerschappij van de Le-dynastie. Door slim handelen van onder andere de Franse priester Pierre Pigneau de Behaine kwam Gia Long aan de macht. Mede door deze priester werd de Franse interesse in Vietnam aangewakkerd.

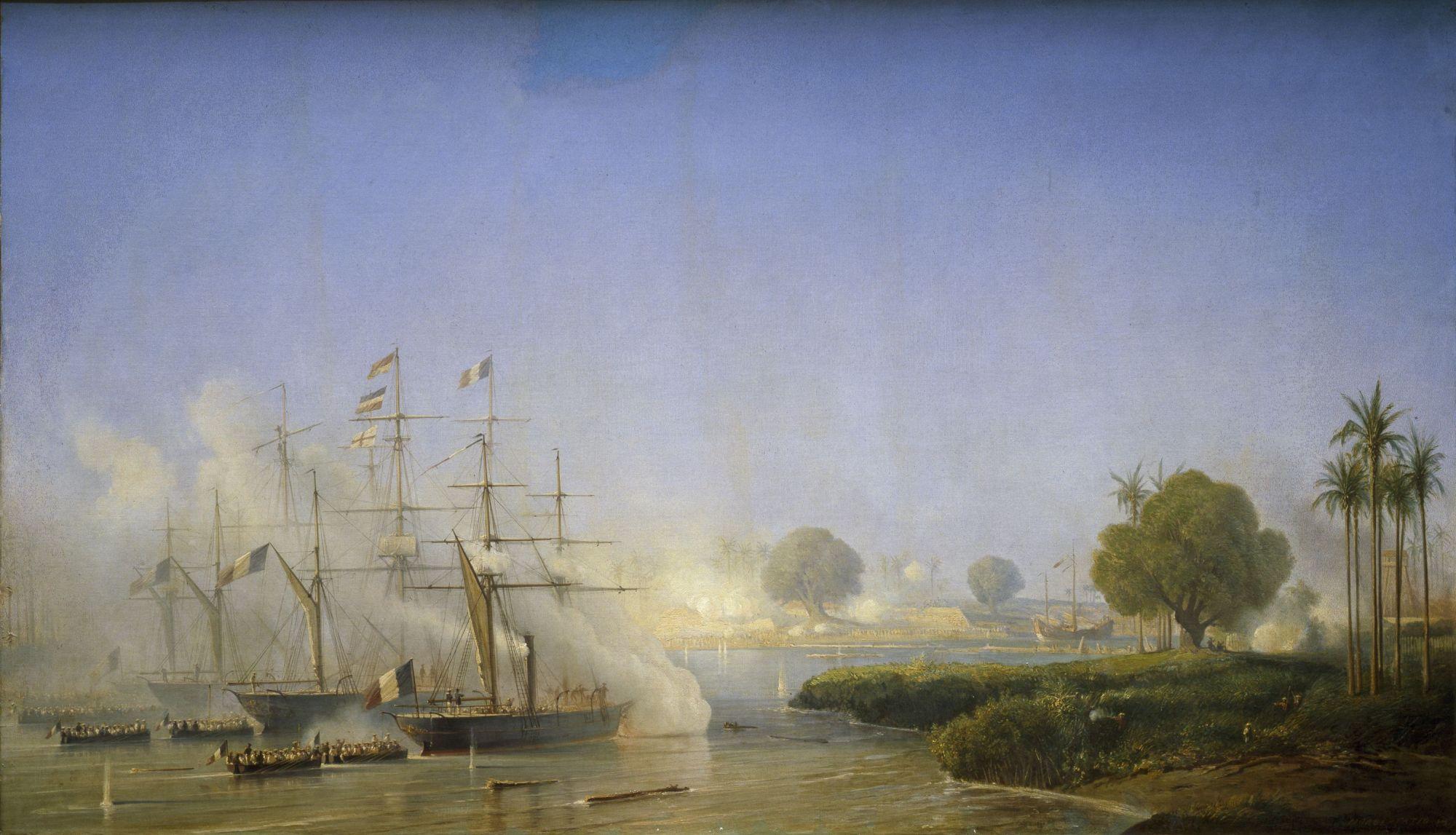
Het beleg van Gia Định, onderdeel van de Franse kolonisatie van Indochina

Vanaf de negentiende eeuw kwam het gebied onder invloed van Frankrijk en werd het ingedeeld in de historische gebieden Tonkin, Annam en Cochin-China. Op 17 oktober 1887 voegde Frankrijk zijn koloniën in het huidige Vietnam, Laos en Cambodja samen in de Unie van Indochina.
De Eerste Indochinese Oorlog, ook wel bekend als de Vietnamese onafhankelijkheidsoorlog, was een oorlog die van 6 december 1946 tot 1 augustus 1954 werd uitgevochten tussen de Franse Union Française en de Vietminh. Zo’n 400.000 mensen kwamen om, onder wie zo’n 75.000 Fransen. De Fransen verlieten de kolonie na het verliezen van de oorlog, met als omslagpunt de onverwachte en zware nederlaag van het Franse leger tegen de Vietminh in de Slag bij Điện Biên Phủ in 1954.

### Splitsing land, Tweede Indochinese Oorlog
Door de Akkoorden van Genève in 1954, werd – in 'afwachting' van democratische verkiezingen – een 'tijdelijke' splitsing van het land overeengekomen van een communistisch noordelijk deel en een aanvankelijk door het Westen breed gesteund anticommunistisch zuidelijk deel, eerst geregeerd door de kolonialistische en corrupte familieclan rond Ngô Đình Diệm en zijn echtgenote, gevolgd door herhaaldelijke legercoups van Zuid-Vietnamese officieren, die zwaar op het beleid van de Amerikaanse legerleiding en de Amerikaanse regeringen leunden. 
In het zuiden werd het gewapend conflict voortgezet gedurende de Tweede Indochinese Oorlog, beter bekend als de Vietnamoorlog (vanaf 1955 tot 1975), die leidde tot miljoenen doden aan beide zijden, onder wie zeker 50 duizend Amerikaanse militairen. Wapens, voeding, uniformen en uitrusting van de Noord-Vietnamese troepen kwamen uit de Sovjet-Unie en China en buitgemaakt Amerikaans materiaal. 
De oorlog leidde uiteindelijk tot volledige terugtrekking van het Amerikaanse leger uit Vietnam als gevolg van toenemende binnenlandse druk en de onmogelijkheid om de oorlog te winnen, ondanks de inzet van steeds meer manschappen en middelen, waaronder giftige chemische ontbladeringsmiddelen als Agent Orange op tropisch regenwoud en op de Ho Chi Minh-route en campagnes met zware bombardementen van fosfor- en clusterbommen en napalm op dichtbevolkte gebieden in Noord- en Zuid-Vietnam. 
Een totale overwinning op het Noord-Vietnamese leger en de Vietcong, die een guerillaoorlog voerden tegen het Amerikaanse leger, bleek technisch, ideologisch en vooral moreel onmogelijk. De door de VS gesteunde overheid van Zuid-Vietnam kwam vanwege de volledige terugtrekking van de Amerikaanse troepen ten val met de val van Saigon op 1 mei 1975. Het land werd in 1976 herenigd in een socialistische republiek met een eenpartijstelsel.

### Oorlog met Cambodja
Op 25 december 1978 viel Vietnam Cambodja binnen. In dat land was de Rode Khmer aan de macht, die verscheidene malen Vietnam had aangevallen om het oude Khmergebied Kampuchea Krom te heroveren. Bij deze invallen op Vietnamees grondgebied hadden de Khmers soms hele dorpen uitgemoord. In december 1978 besloot daarom de Communistische Partij van Vietnam dat het genoeg was en viel het Cambodja militair binnen teneinde de Rode Khmer af te zetten, die bovendien in eigen land een enorme moordcampagne voerde. Vietnam bezette in 1979 geheel Cambodja en stelde een regering aan om dat land te besturen. Dit zou Vietnam op lange termijn veel schade berokkenen, omdat het land hierdoor betrokken raakte in een langdurige guerrillaoorlog. Vietnam moest nu een miljarden verslindend leger op de been houden.
De Vietnamese vriendschap met de USSR en de bezetting van Cambodja waren zowel de Verenigde Staten als China een doorn in het oog. De eersten waren bang voor een Sovjet-dominantie over Zuidoost-Azië, de tweede voelde zich bedreigd, tekortgedaan en omsingeld. In februari 1979 viel China met een 200.000 man tellend leger Noord-Vietnam binnen. Dit zou echter van zeer korte duur zijn en duizenden levens aan beide zijden kosten. De aanvallen dreven de Vietnamezen terug, maar er volgde geen doorbraak. Na een maand besloten de Chinezen zich terug te trekken uit Noord-Vietnam. Zowel China als Vietnam beweren nog steeds deze oorlog te hebben gewonnen.

### Vanaf eind 1986
In december 1986 besloot de communistische partij van Vietnam onder leiding van Nguyen Van Linh tot economische hervormingen.
Michail Gorbatsjov besloot in 1989 om de steun aan Vietnam drastisch te verminderen. Mede hierdoor besloot Vietnam in september van dat jaar om zich volledig uit Cambodja terug te trekken. In 1991 besloot de Sovjet-Unie om alle steun aan Vietnam te stoppen en vanaf dat moment goederen alleen te verhandelen tegen op de wereldmarkt geldende prijzen. In februari van datzelfde jaar besloten de Verenigde Staten en Vietnam om een "tijdelijk" kantoor in Hanoi te openen om gezamenlijk te zoeken naar vermiste Amerikanen in het land.
In 1992 stond de Amerikaanse regering het Amerikaanse bedrijven voor het eerst sinds de Vietnamoorlog toe om kantoren te openen voor het doen van onderzoek naar mogelijkheden voor handel met Vietnam. Dit besluit werd mede genomen omdat door verscheidene Europese landen al handel werd gedreven met Vietnam. In 1993 verklaarde de Amerikaanse president Bill Clinton dat de Verenigde Staten niet langer buitenlandse hulp aan Vietnam zouden tegenhouden. Vrijwel onmiddellijk gaven de Aziatische ontwikkelingsbank en de Wereldbank een lening van 304 miljoen US dollar. Op 3 februari 1994 hief Bill Clinton ook het handelsembargo op en op 11 juli 1995 herstelden de Verenigde Staten de diplomatieke betrekkingen met Vietnam. In 2015 groeide de economie van Vietnam met bijna 6,7%; dat was nog beter dan verwacht. De drie grootste investeerders in Vietnam zijn Zuid-Korea, Japan en Singapore. In 2016 ontving het land 15 miljard dollar aan buitenlandse investeringen.

## Geografie

### Geografisch overzicht

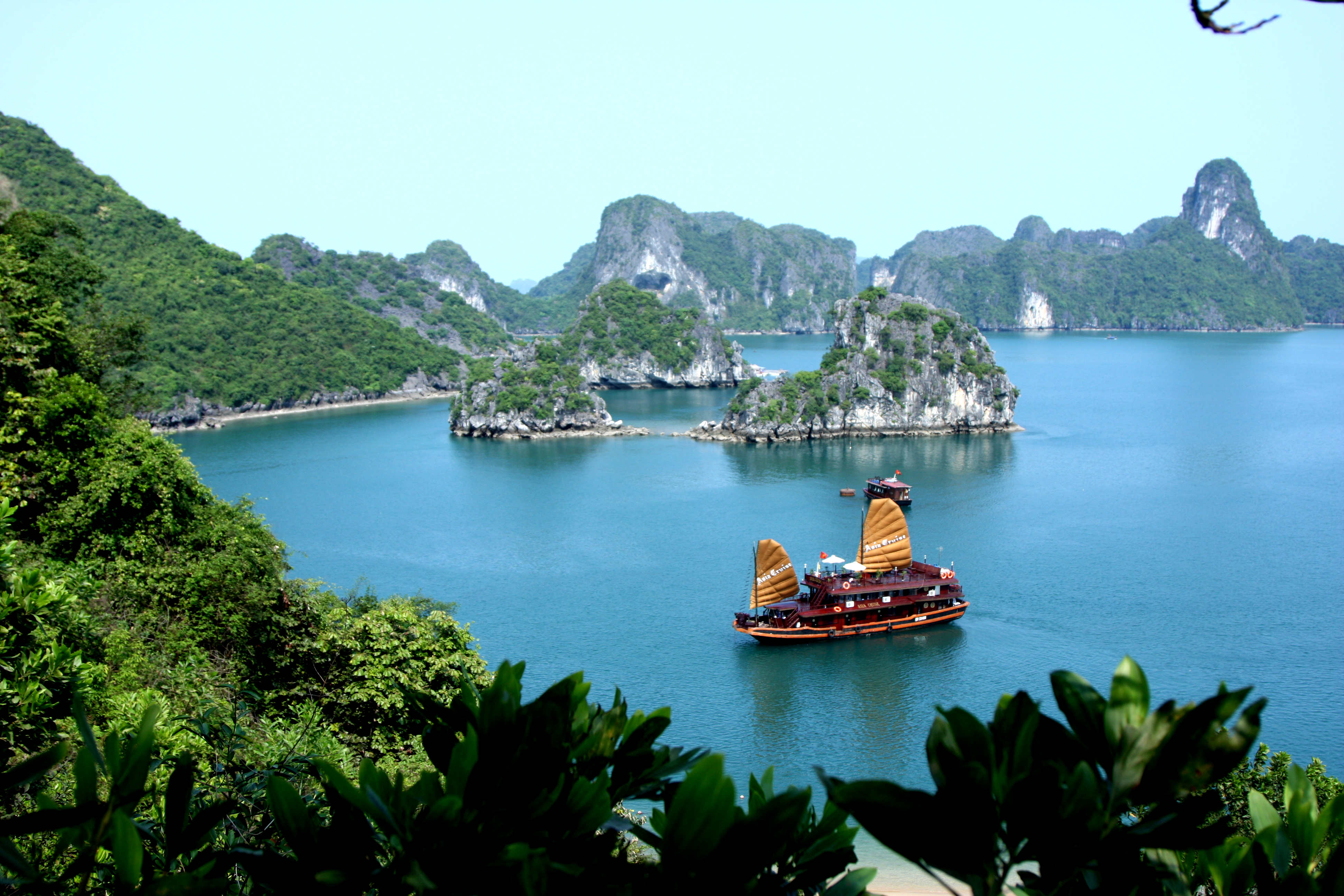
De Hạ Longbaai, een werelderfgoedlocatie in het noorden van Vietnam

De noordelijke en westelijke gebieden van Vietnam worden overheerst door het Annamitisch Gebergte, een voortzetting van de bergen van de Chinese provincies Yunnan en Guangxi. In het noorden nabij Sapa ligt de hoogste berg van Vietnam, de Fan-si-pan, van 3143 m. Op de plateaus die bekendstaan als de Centrale Hooglanden (80-490 m) worden allerlei gewassen gekweekt, zoals rubber, koffie en thee, hoewel het gebied dunbevolkt is.
Het oosten van de Annamese bergketen in het noorden is een alluviale vlakte die door de Rode Rivier en een aantal kleinere rivieren wordt doorstroomd. Deze rivieren monden uit in de Golf van Tonkin. Ten zuiden van de delta van de Rode Rivier liggen de Centrale Laaglanden, een smalle kuststrook waar de korte, vaak snelstromende rivieren doorheen stromen. De riviertjes stromen van het westen naar het oosten en vormen vruchtbare delta's. Het zuiden van het Centrale Laagland is de alluviale vlakte van de delta van de rivier de Mekong, die door het zuidelijke gedeelte van het land stroomt.
Vietnam maakt aanspraak op de grotendeels onbewoonde Spratly-eilanden en de onbewoonde Paraceleilanden, midden in de strategisch belangrijke Zuid-Chinese Zee. China bezette de Paraceleilanden in 1974 en kwam mede daardoor in conflict met Vietnam. De Spratly's worden eveneens geclaimd door China, maar ook door Brunei, Maleisië en de Filipijnen. Beide archipels, bestaande uit eilanden en riffen, hebben naast hun strategische ligging ook belang voor de visserij en olie- en gaswinning.
In de Golf van Thailand, onder de kust van Cambodja, ligt Phú Quốc, een eiland met veel bossen en stranden. Langs de duizenden kilometers lange Vietnamese kust worden dergelijke eilanden en eilandjes groeipolen voor het belangrijk wordende toerisme. Zo zijn onder andere de eilanden Hai Tac en Nam Du erg in opkomst bij reizigers vanwege de ligging dicht bij Phu Quoc in de provincie Kiên Giang.

### Klimaat
Vietnam heeft drie klimaten. Het zuiden van Vietnam heeft een tropisch klimaat. Het is daar gemiddeld 32 °C. Vanaf juni tot en met september is het regenseizoen. Meestal vallen er in de namiddag zware regenbuien. De rest van de dag is het droog. In het midden van het land begint het regenseizoen in september en eindigt eind november. Het noorden is koeler afhankelijk van het seizoen. Noord-Vietnam kent 4 seizoenen waarin met name de winters koud kunnen zijn. In de berggebieden vriest het zelfs met af en toe sneeuw. In de zomermaanden is het warm en vallen er zware regenbuien. De beste tijd voor een bezoek is in de herfst en het voorjaar.
Vietnam wordt per jaar gemiddeld een keer of acht getroffen door een tyfoon. Een tyfoon duurt vaak twee tot vier dagen en komt hier meestal voor van juni tot oktober.

### Natuur
- Nationaal park Cúc Phương (22.200 ha groot, in de provincie Ninh Bình)
- Nationaal park Bến En (16.634 ha groot, in de provincie Thanh Hóa).
- Nationaal park Bạch Mã (22.030 ha groot, in de stad Huế).
- Nationaal park Cát Tiên (73.878 ha groot, in de provincie Đồng Nai)
- Nationaal park Phong Nha-Kẻ Bàng (85.754 ha groot, in de provincie Quang Binh)
- Nationaal park Pu Luong ( 62 ha groot, in de provincie Thanh Hoa)

## Bevolking

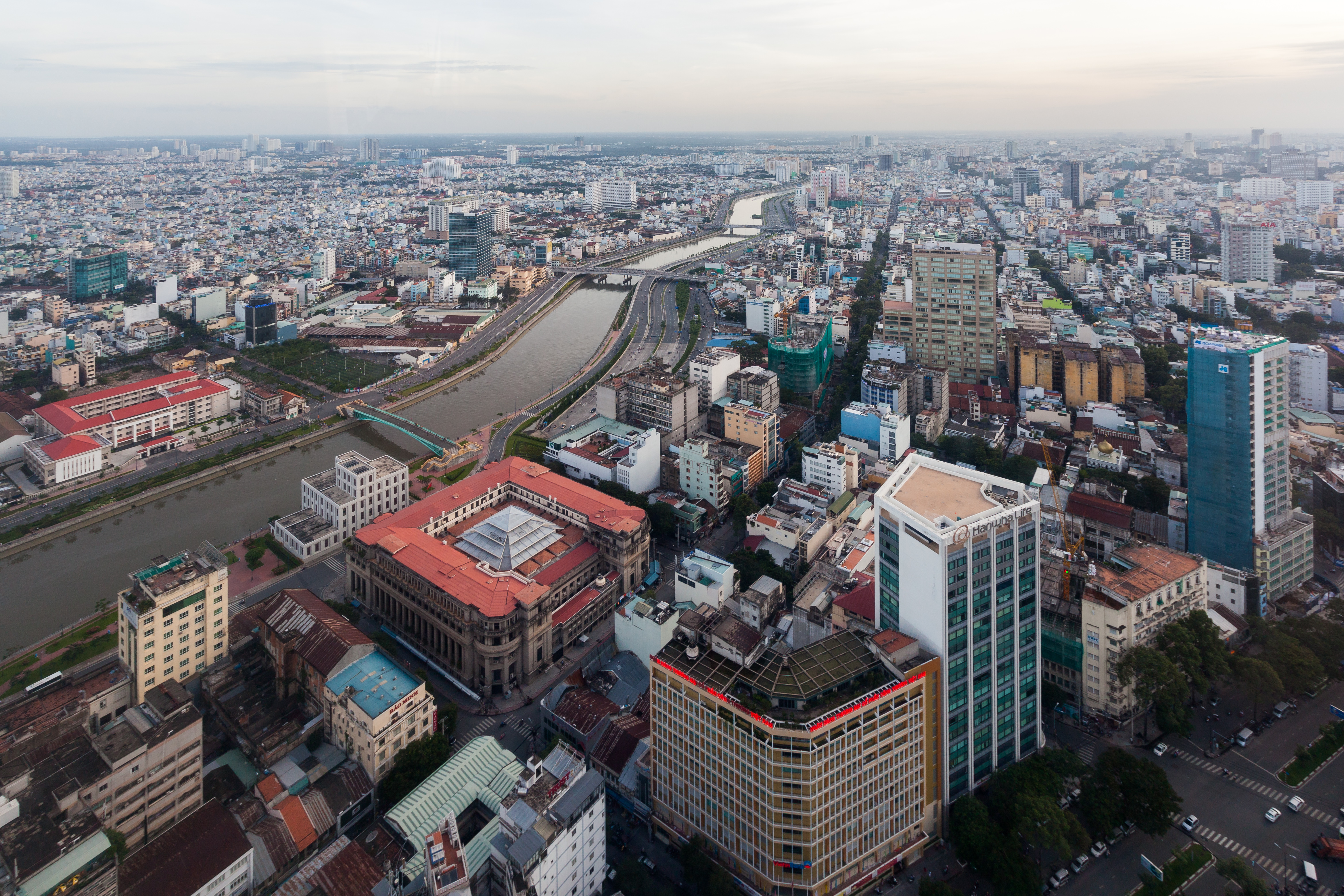
Ho Chi Minhstad, de grootste stad van Vietnam.

### Bevolkingssamenstelling

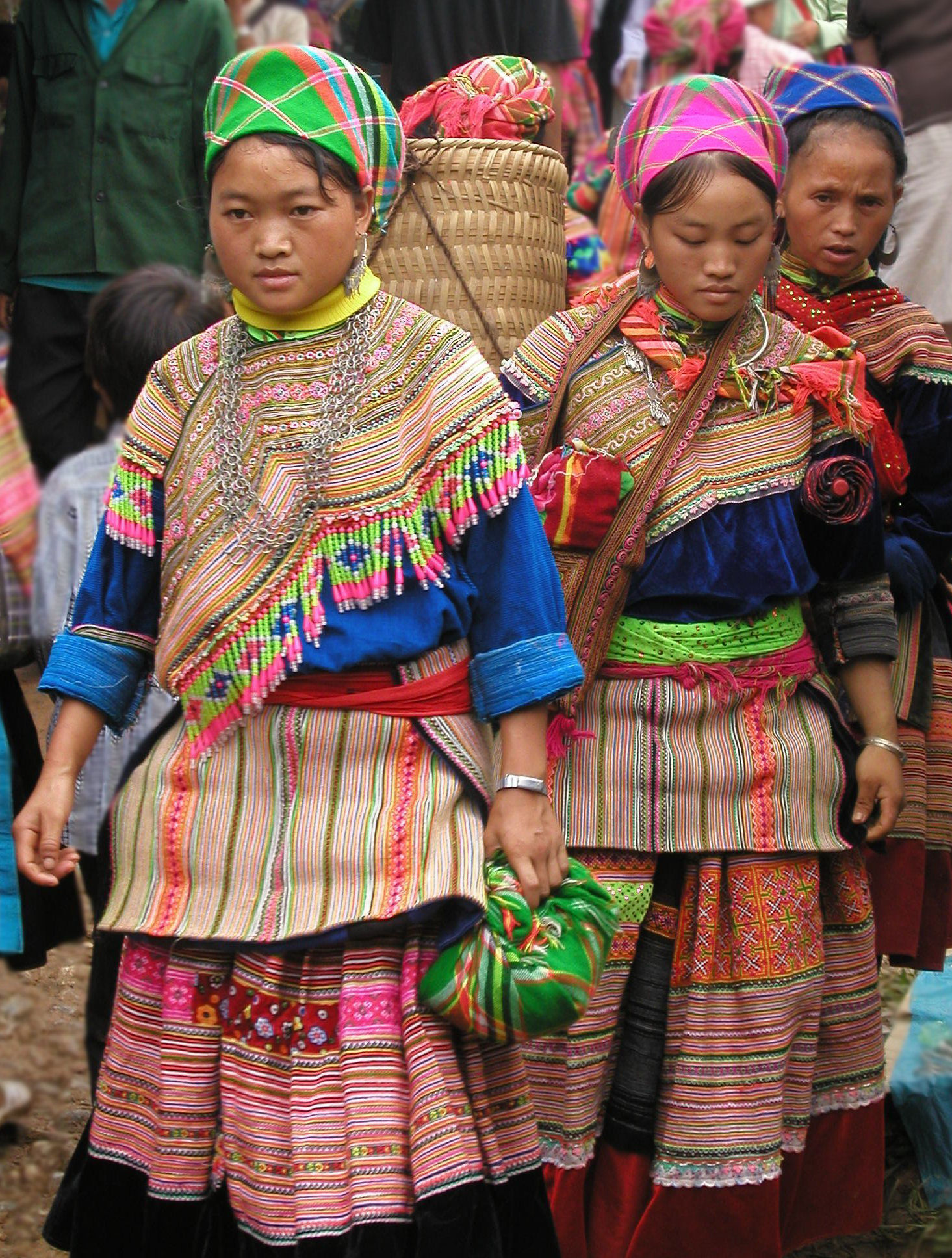
Leden van het Hmong-volk op een markt in Noord-Vietnam

De bevolking is geconcentreerd in de twee belangrijke rivierdelta's. De etnische Vietnamezen vertegenwoordigen meer dan 85% van de bevolking.
Er zijn ongeveer 50 minderheidsgroepen in de hooglanden, waaronder de Muong, Tai, Hmong, Dao, Sedong, Jarai, Bahnar, Rhade, Cham en een groot aantal kleinere groepen. Er is een significante groep Cambodjanen, Khmer Krom genaamd, dicht bij de Cambodjaanse grens en bij de monding van de Mekong. Er zijn grote aantallen Chinezen in de stedelijke centra, in het bijzonder in het gebied genaamd Chợ Lớn (Grote Markt) van Ho Chi Minhstad, hoewel velen gevlucht zijn nadat Zuid-Vietnam door het Noorden was verslagen en na een grensconflict met China in 1979.

### Taal
In Vietnam wordt Vietnamees gesproken. Tussen het noorden en het zuiden zitten duidelijke verschillen, in uitspraak en woordenschat.
Totdat de Franse jezuïet Alexandre de Rhodes in de zeventiende eeuw het Latijnse alfabet introduceerde, werd een op het Chinees gelijkend schrift gebruikt. Ook tegenwoordig treft men, met name bij religieuze gelegenheden, nog steeds Chinese tekens aan. Het huidige schrift is evenwel gebaseerd op Latijnse letters en wordt  Quốc Ngữ genoemd. Het Vietnamees heeft meer klinkers dan Alexandre de Rhodes met het Franse alfabet kon beschrijven. Zijn oplossing was het gebruik van diakritisch tekens, zoals de accent circonflexe (het ^) dat we ook al kennen van het Frans. Maar hiernaast wordt er ook gebruikgemaakt van een boogje boven de a, of een haakje aan de rechter bovenkant van een o en u, een punt onder de klinkers, of een combinatie van voornoemde tekens.
Het Vietnamees is een toontaal, net als het Chinees. In het Vietnamees zijn er zes tonen. Hierdoor kan elke lettergreep op zes manieren worden uitgesproken. Ook deze tonen worden door extra tekens aangegeven.

### Religie

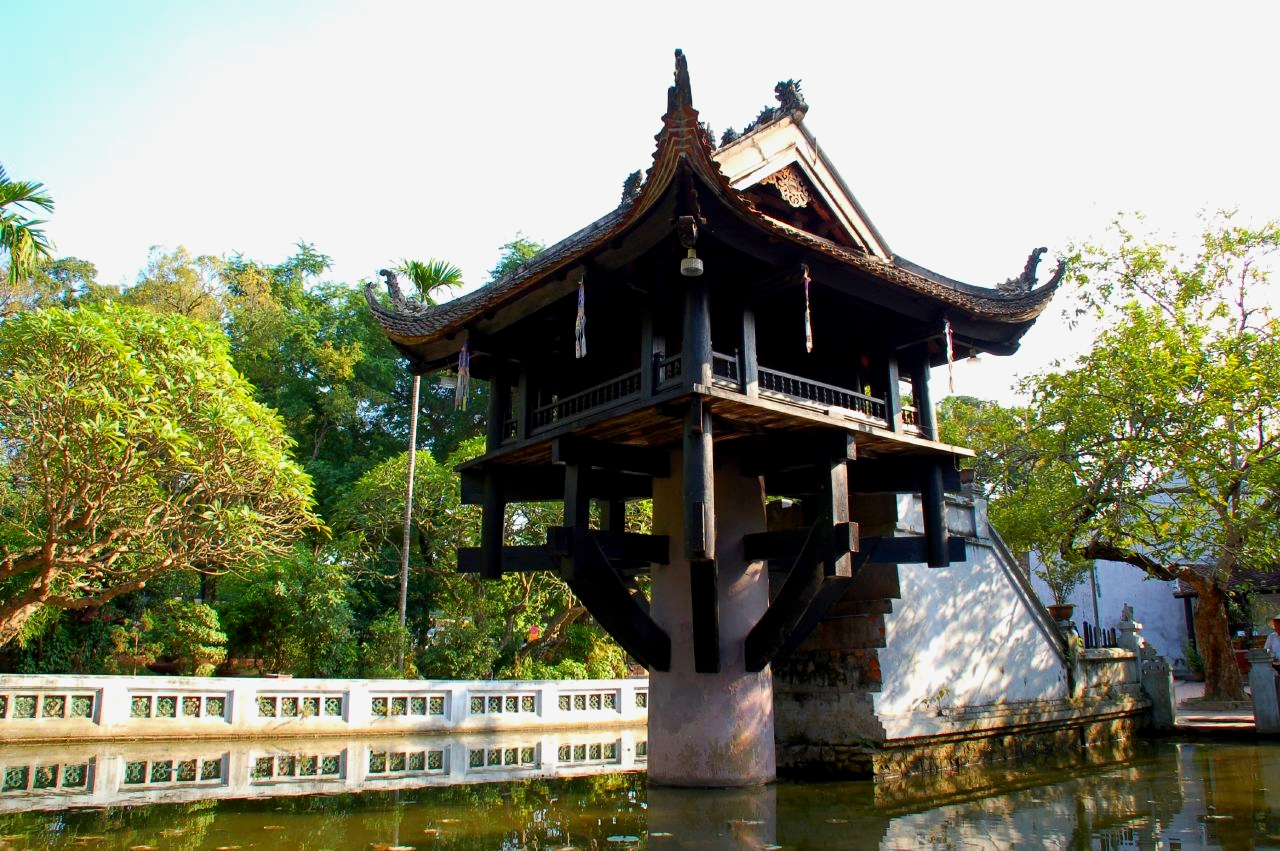
Chùa Một Cột-pagode in Hanoi

De Vietnamese bevolking is een mengeling van aanhangers van het boeddhisme, confucianisme, traditionele lokale geloven en katholicisme.
Hoewel de communistische overheid godsdienstige praktijken heeft afgeraden, wordt het getolereerd binnen de context van onder overheidstoezicht staande boeddhistische en katholieke groepen, en sinds de jaren 1990 is de traditionele verering bij boeddhistische tempels toegestaan. De protestantse evangelische kerken (die hoofdzakelijk onder etnische minderheden worden gevonden) en andere niet-geregistreerde groepen worden actief onderdrukt.
De religie in Vietnam is van oudsher beïnvloed door de Chinezen. De meeste Vietnamezen hangen een religie aan die een mengsel is van boeddhisme, taoïsme en voorouderverering.
Tijdens de kolonisatie van Vietnam is het katholicisme onder de Vietnamezen verspreid. De Zuid-Vietnamese regering na de Tweede Wereldoorlog bestond hoofdzakelijk uit deze katholieken. De katholieken waren meestal hoog opgeleid en vormden de elite van het land. Doordat het bestuur in handen was van deze elite en terwijl de meerderheid van de bevolking niet katholiek was, zorgde dit voor veel religieuze spanningen tussen katholieken en boeddhisten. Het boeddhisme werd door Ngo Dinh Diem hardhandig onderdrukt. Zo veroorzaakte hij een bloedbad in Hue, toen hij militair ingreep tegen de boeddhistische processie op Vesak. De boeddhisten gingen tegen de wens van Diem in door toch met boeddhistische vlaggen te lopen. Later staken een aantal boeddhistische monniken zichzelf in brand als protest tegen Diems onderdrukking.

## Politiek

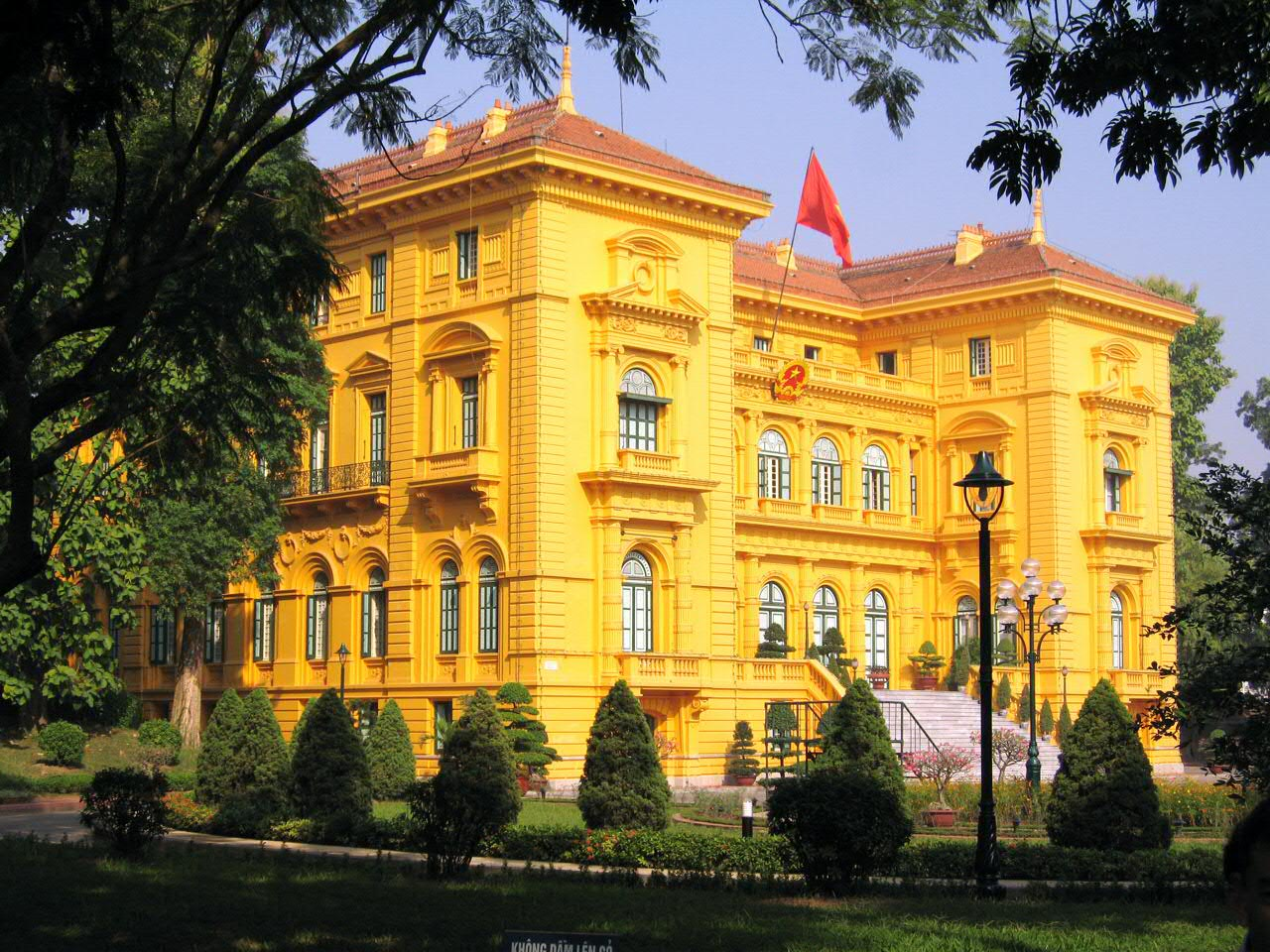
Het presidentieel paleis in Hanoi

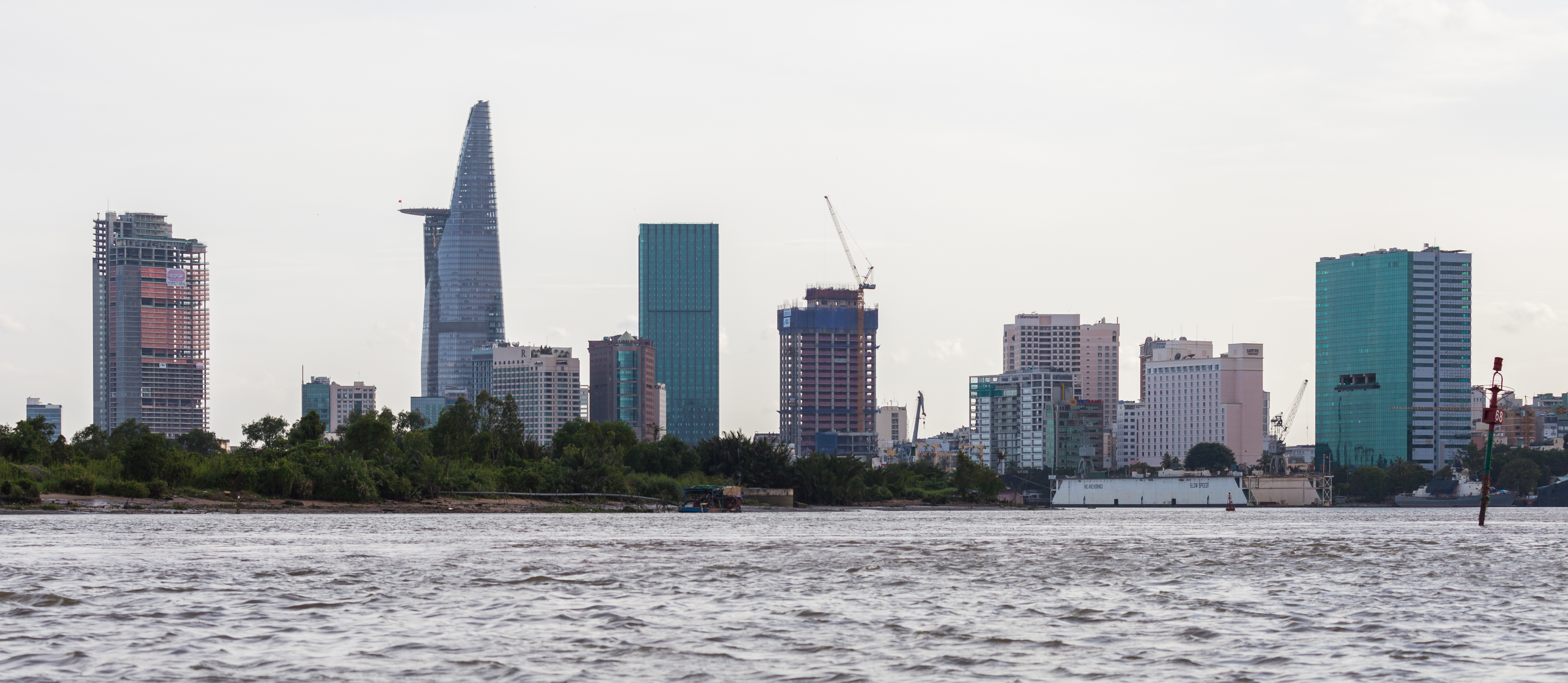
De kantorenwijk van Ho Chi Minhstad

### Staatsinrichting
De Socialistische Republiek Vietnam wordt door een hoogst gecentraliseerd systeem geregeerd dat door de Communistische Partij van Vietnam (Đảng Cộng Sản Việt Nam) wordt overheerst. De overheid is in theorie onafhankelijk van de partij, maar in de praktijk ontvangt ze het grootste deel van haar richtlijnen van de partij. Hoewel er enige inspanning is geweest om lidmaatschap in overlappende partij- en staatsfuncties te ontmoedigen, gaat deze praktijk tot op de dag van vandaag verder.
Er zijn geen toegestane oppositiepartijen in Vietnam, waardoor Vietnam een eenpartijstelsel kent. Wel bestaan er een aantal oppositionele groepen overzee, verspreid onder ballingengemeenschappen in landen als Frankrijk en de Verenigde Staten. Deze groepen hebben demonstraties en opstanden tegen de overheid georganiseerd. Het prominentst zijn de Vietnamese Constitutionele Monarchistische Liga, de Volksactiepartij van Vietnam, Montagnard Foundation en de Regering van Vrij Vietnam. De Regering van Vrij Vietnam heeft de verantwoordelijkheid voor een aantal guerrilla-invallen in Vietnam opgeëist. Deze invallen werden door de overheid als terrorisme gezien.

### Bestuurlijke indeling
Vietnam is onderverdeeld in 58 provincies. De hoofdstad Hanoi geldt daarnaast bestuurlijk als een zelfstandige stad op provinciaal niveau (stadsprovincie). Ditzelfde is het geval bij de steden Cần Thơ, Đà Nẵng, Hải Phòng en Ho Chi Minhstad.

### Buitenlandse betrekkingen
In internationaal verband is Vietnam lid van de APEC, de ASEAN, La Francophonie, de Verenigde Naties en de Wereldhandelsorganisatie. Vietnam sloot in 2012 een samenwerkingsakkoord met de Europese Unie, dat in 2020 leidde tot een vrijhandelsverdrag.

## Cultuur

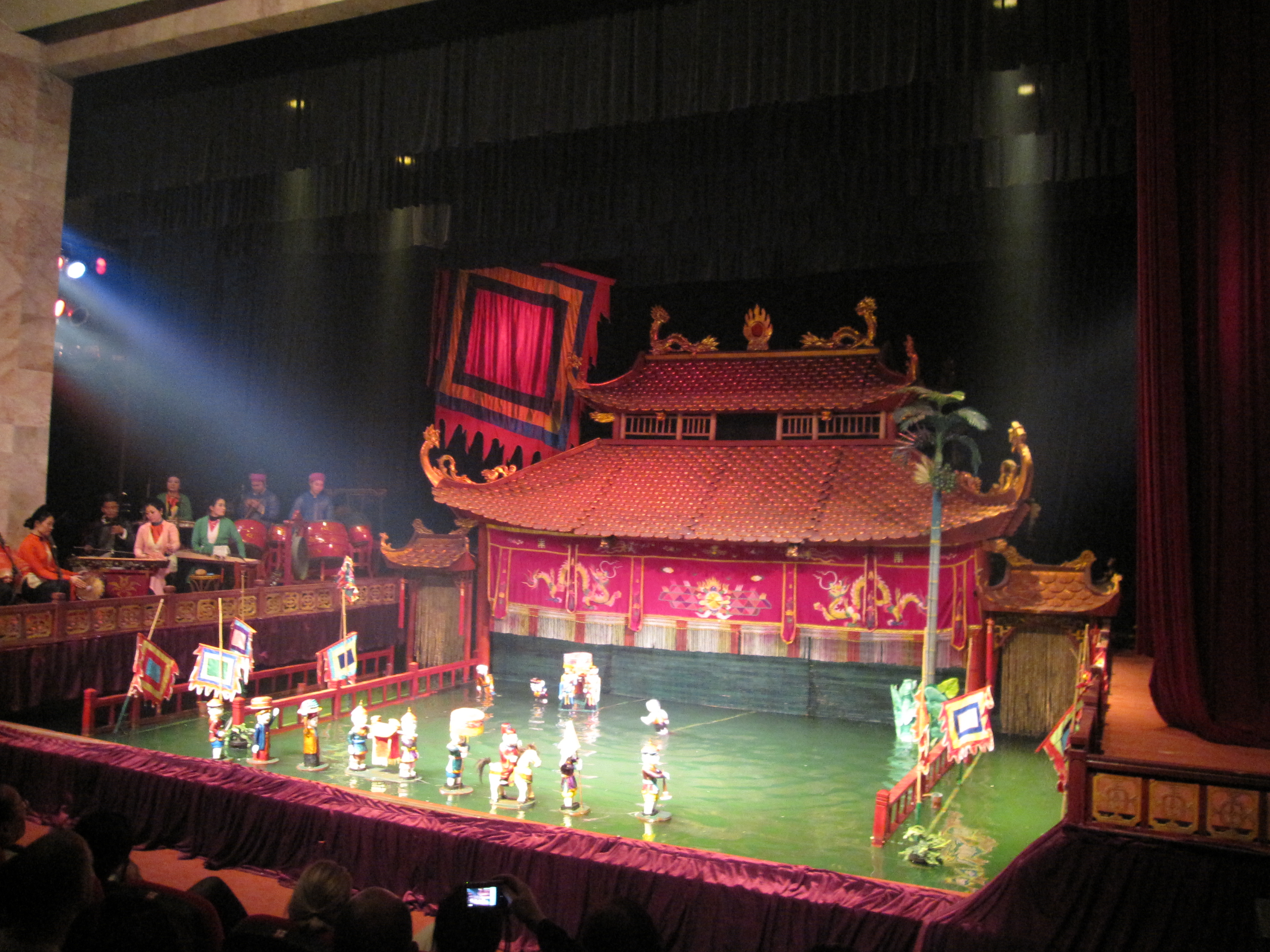
Watermarionet in Hanoi

In zijn vroege geschiedenis gebruikte Vietnam het Chinees schrift. In de 16e eeuw ontwikkelden de Vietnamezen hun eigen reeks karakters genaamd Chữ Nôm. Het gevierde epos Kim Van Kieu door Nguyễn Du werd geschreven in dit schrift. Tijdens de Franse koloniale periode werd  Quốc Ngữ, het geromaniseerde Vietnamese alfabet, populair en het alfabetisme nam snel toe. Dit had een belangrijk effect op de politieke macht in het land.
Vanwege de langdurige vereniging van Vietnam met China is de Vietnamese cultuur nog steeds sterk confuciaans, met zijn nadruk op familieplicht en harmonie. Onderwijs wordt hoog gewaardeerd. Historisch was een goede opleiding het enige middel voor ambitieuze Vietnamezen om sociaal vooruit te komen. In de moderne tijd proberen Vietnamezen om de traditionele cultuur met de westerse ideeën van individuele vrijheid, wantrouwen van gezag en de consumentencultuur in overeenstemming te brengen.

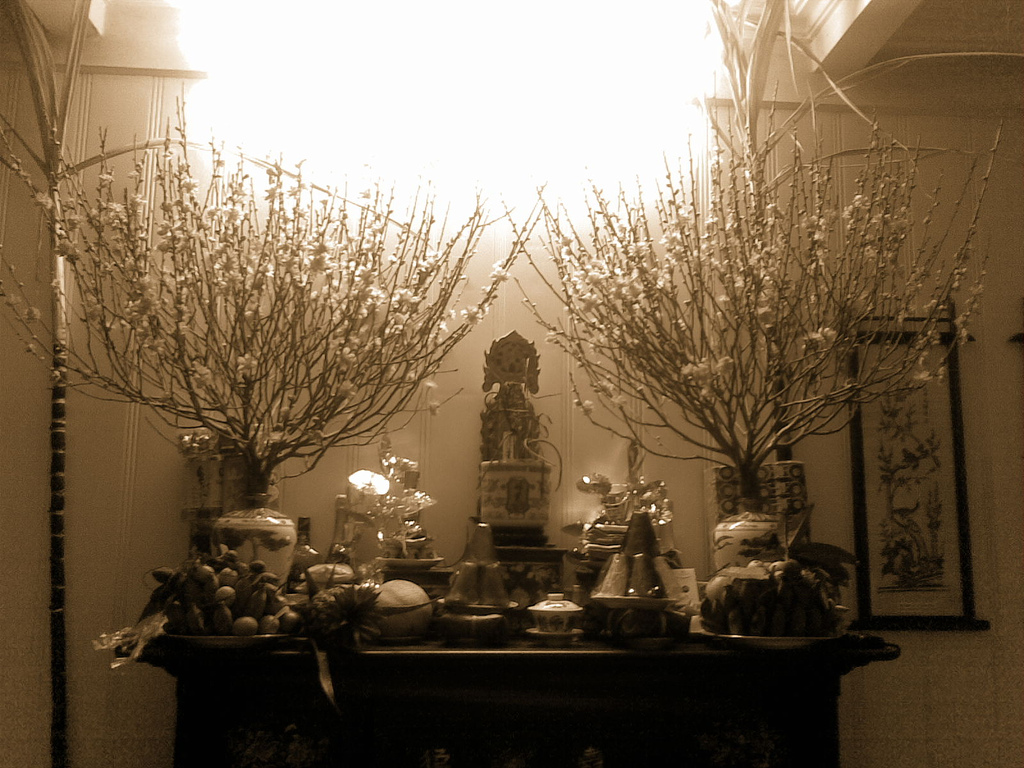
Een familiealtaar tijdens Tết Nguyên Đán, het Vietnamese nieuwjaar.

De meerderheid van Vietnamezen is boeddhist, met een sterke nadruk op voorouderverering. Maar ook andere overledenen in de familie worden nog herdacht. Binnen een stereotiepe Vietnamese katholieke familie zou men vinden: een intense toewijding aan Maagd Maria (de Heilige Moeder staat hoger dan de Zoon in de confuciaanse gedachte), foto's of schilderingen (soms ook de naam geschreven op een houten plank) van overleden voorvaderen op het familiealtaar en geloofspraktijken in de Feng shui (Phong Thủy) en communicatie met geesten en de doden.
De keuken en de muziek van Vietnam hebben drie verschillende thema's, overeenkomstig met de drie gebieden van Vietnam: Bắc of het noorden, Trung of Centraal, en Nam of zuiden. De noordelijke klassieke muziek is de oudste van Vietnam en is traditioneel. Deze muziekstroming stamt uit de tijd van de Mongoolse invasies, toen de Vietnamezen een Chinese opera hoogtij vierden. De centrale klassieke muziek vertoont invloeden van de Champacultuur dankzij zijn melancholische melodieën. De zuidelijke muziek heeft een levendig karakter. De Vietnamese keuken is gebaseerd op rijst, sojasaus en vissaus (nước mắm). Zijn kenmerkend aroma is zoet (suiker), kruidig (serranopeper), en op smaak gebracht door een verscheidenheid aan  munt.

### Erfgoed
- Hội An
- Tempelcomplex Mỹ Sơn
- Citadel van de Ho-dynastie
- Nationaal park Phong Nha-Kẻ Bàng
- Complex van Huémonumenten in Huế
- Hạ Longbaai

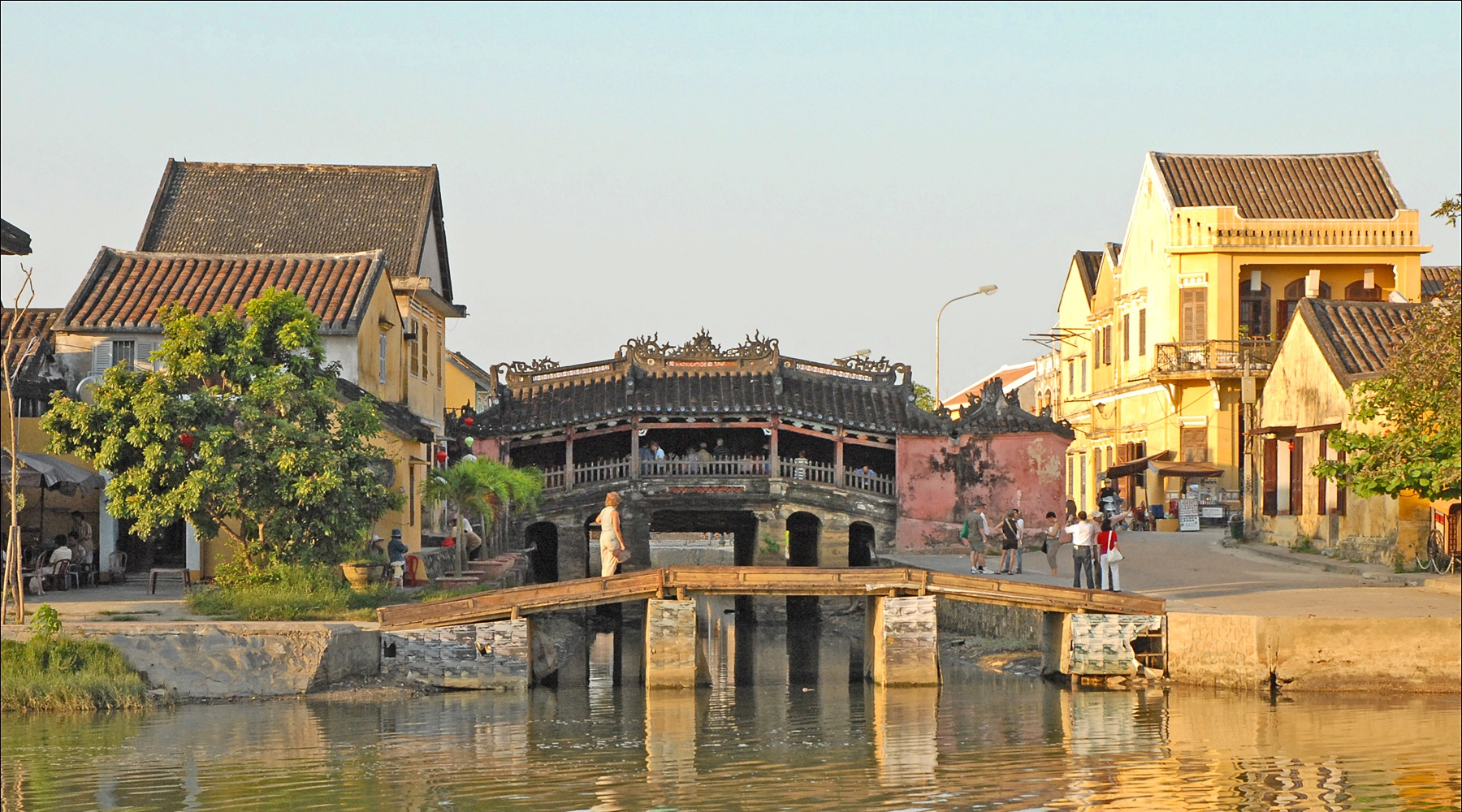
Hội An

- Keizerlijke stad van Thăng Long in Hanoi

### Kleding

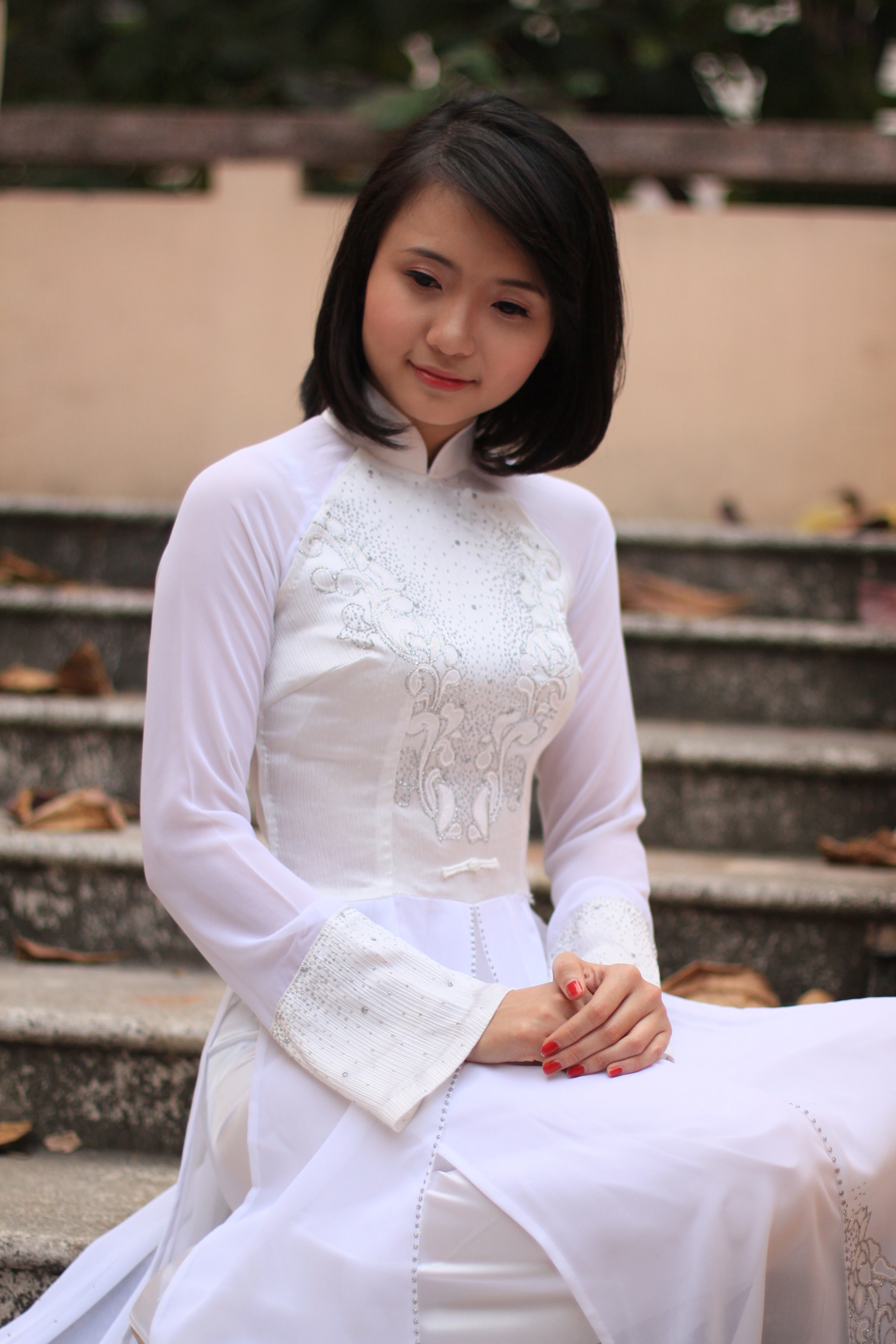
De traditionele Vietnamese áo dài

Een belangrijk deel van de Vietnamese cultuur is de "áo dài", die wordt gedragen tijdens speciale gelegenheden zoals huwelijken en religieuze festivals. De witte áo dài is het vereiste uniform voor meisjes op veel scholen voor voortgezet onderwijs in Vietnam. Áo dài werd vroeger zowel door mannen als vrouwen gedragen maar wordt tegenwoordig vooral door vrouwen gedragen alhoewel in sommige gevallen zoals traditionele huwelijken ook mannen het dragen.

## Economie

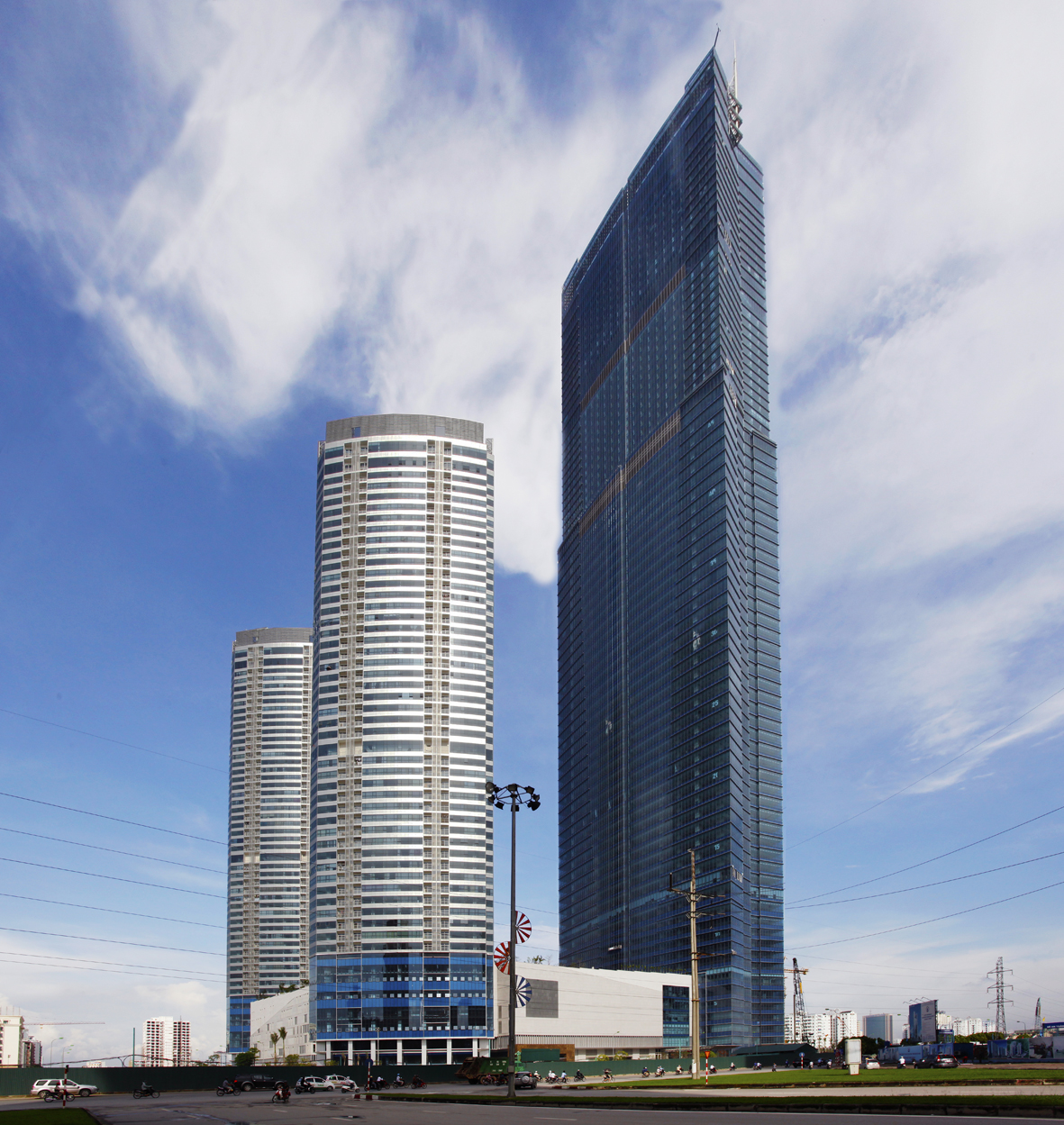
Keangnam Hanoi Landmark Tower, Vietnams op een na hoogste wolkenkrabber

Het grootste deel van de bevolking leeft van de landbouw en rijst is veruit het belangrijkste gewas. De Mekong en Rode rivierdelta's behoren tot de grootste rijstplantagegebieden van de wereld. In deze gebieden wordt dankbaar geprofiteerd van de zware regenval en rijke alluviale grond. Op de rijstplantages is een 4350 km lang gedetailleerd netwerk van dijken, dammen, kanalen, en sloten aangelegd dat irrigatie en overstromingsbeheer versterkt.
Pinda's, graan, bataten en bonen zijn secundaire voedselgewassen, en katoen, jute, koffie, thee en suikerriet zijn belangrijke geproduceerde marktgewassen. Rubber is ook een uitvoerproduct. Hout is er genoeg, in het bijzonder in het noorden, maar ontbossing als gevolg van nieuwe vestigingen op het hoogland, cultuurverplaatsing en de commerciële bosbouw worden een steeds ernstiger probleem. Op kleine schaal vindt in Vietnam wijnbouw plaats. De visserij en de aquacultuur zijn ook belangrijke industrieën. De mariene producten zijn een belangrijke uitvoer van het land, vooral garnalen.
De meeste delfstoffen van het land worden gevonden in het noorden. Vietnam wint grote hoeveelheden steenkool, evenals fosfaten, mangaan, bauxiet, chromaat en andere ertsen. Er zijn grote onderzeese aardoliebronnen (olie en gas) ontdekt in de zuidelijke wateren. De middelen om deze grondstoffen te winnen worden nog ontwikkeld. 
Vroeger werd de industriële ontwikkeling van Vietnam ernstig belemmerd door langdurige oorlogen, maar in het kader van het nieuwe economische hervormingsprogramma (Doi Moi), is er een aanzienlijke industriële ontwikkeling geweest. De belangrijke industrieën zijn de landbouwverwerking, de machinebouw, autoassemblage en de vervaardiging van textiel en kleding, cement, chemische meststoffen, glas en banden. Veel van de grote en kapitaalintensieve projecten zijn gezamenlijke ondernemingen tussen buitenlandse en Vietnamese lokale regeringen.
De toeristenindustrie is ook significant voor de economie van het land. Bezochten in 1994 net meer dan één miljoen buitenlandse toeristen het land, in 2010 was dit vijf miljoen, in 2019 zelfs 18 miljoen om door de coronapandemie te dalen naar 3,7 miljoen in 2022.
De belangrijkste handelspartners van Vietnam zijn Singapore, Zuid-Korea en Japan.
Na de hereniging van Vietnam, werd op 3 mei 1978 de Vietnamese dong (VND) geïntroduceerd als officiële valuta van het hele land.
Volgens het Ontwikkelingsprogramma van de Verenigde Naties leeft in Vietnam 6,7% van de bevolking onder de nationale armoedegrens.
Vietnam staat in de corruptieperceptie-index, die jaarlijks door Transparency International wordt gepubliceerd, op de 77e plaats van de 180 opgenomen landen.

### Energievoorziening
In 2014 produceerde het land 71 miljoen ton olie-equivalent (Mtoe), 71% fossiele en 29% duurzame energie (waterkracht en biomassa). (1Mtoe = 11,63 TWh, miljard kilowattuur). Dat was genoeg voor de energievoorziening, het  TPES (total primary energy supply): 67 Mtoe. Het land exporteerde 3 Mtoe fossiele brandstof meer dan het importeerde. Van de energie ging ongeveer 11 Mtoe verloren bij conversie, vooral bij elektriciteitsopwekking. 3 Mtoe werd gebruikt voor niet-energetische producten zoals smeermiddelen, asfalt en petrochemicaliën. Voor eindgebruikers resteerde 53 Mtoe waarvan 11 Mtoe = 130 TWh elektriciteit, dat voor 42% duurzaam opgewekt werd. De uitstoot van kooldioxide was 143 megaton, dat is 1,6 ton per persoon, veel minder dan het wereldgemiddelde 4,5 ton per persoon.

## Verkeer en vervoer

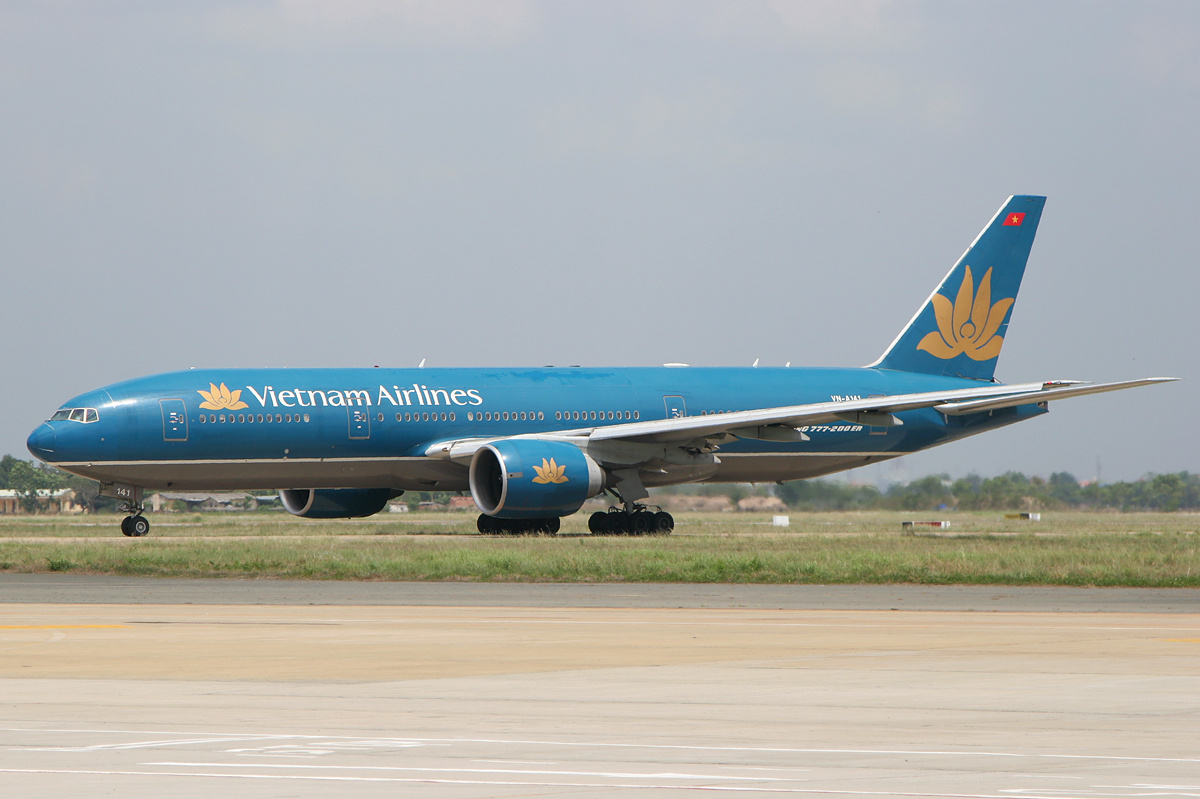
Een vliegtuig van Vietnam Airlines op luchthaven Tân Sơn Nhất, Ho Chi Minhstad

Vietnam heeft zeventien vliegvelden, waaronder drie internationale luchthavens: Nội Bài in Hanoi, luchthaven Đà Nẵng in Đà Nẵng en Tân Sơn Nhất in Ho Chi Minhstad. Enkele andere vliegvelden zijn Liên Khương, Internationale Luchthaven Phu Bai, Internationale Luchthaven Cam Ranh, Internationale Luchthaven Cát Bi en Luchthaven Cần Thơ. Enkele toekomstige luchthavens zijn Internationale Luchthaven Phú Quốc en Internationale Luchthaven Long Thành. Vietnam Airlines is de nationale luchtvaartmaatschappij van Vietnam. Andere Vietnamese luchtvaartmaatschappijen zijn Air Mekong, Pacific Airlines, VietJet Air en VASCO.
Vietnams eerste spoorlijn is de Reunification Express, die Ho Chi Minhstad en Hanoi verbindt. Vanuit Hanoi gaan er lijnen naar het noordoosten, noorden en westen. De oostelijke gaat van Hanoi naar Hạ Longbaai, de noordelijke lijn van Hanoi naar Thái Nguyên en de noordoostelijke lijn van Hanoi naar Lào Cai.

Openbare busdiensten, die worden geëxploiteerd door particuliere bedrijven, zijn voor een groot deel van de bevolking de belangrijkste manier van reizen over langere afstanden.
Vietnam kent rechtsverkeer. Het wegennet had in 2010 een lengte van 188.744 km waarvan 93.535 km geasfalteerd. Autosnelwegen naar Westerse maatstaven zijn er (nog) niet. Het Vietnamese autosnelwegnet is in volle uitbouw. Fietsen, brommers en scooters zijn nog steeds populaire vervoersmiddellen, al neemt het aantal particuliere auto's wel gestaag toe. De overige wegen buiten de steden zijn deels nog onverhard en in minder goede staat. 
Vietnam heeft ook nog enkele grote havens, zoals de haven van Đà Nẵng, Cam Ranh, Hải Phòng, de Saigonhaven in Ho Chi Minhstad, Hong Gai, Quy Nhơn, en Nha Trang. In het binnenland is een netwerk van rivieren waarover transport is van circa 17700 km.